# Psyllaephagus tekeddyensis
Psyllaephagus tekeddyensis är en stekelart som beskrevs av Singh och Agarwal 1993. Psyllaephagus tekeddyensis ingår i släktet Psyllaephagus och familjen sköldlussteklar. Inga underarter finns listade i Catalogue of Life.